# كيجي جوتو
كيجي جوتوه (باليابانية: 後藤圭二) من مواليد 4 نوفمبر 1968 هو مخرج أنمي ومانغاكا ياباني.